# Schwende
Schwende (oficialmente conocida como distrito) es una comuna suiza del cantón de Appenzell Rodas Interiores, situada al extremo sur del cantón. Limita al norte con las comunas de Gonten y Appenzell, al este y sur con Rüte, al suroeste con Wildhaus-Alt St. Johann (SG), y al oeste con Hundwil (AR).
Formada por las localidades de Wasserauen y Weissbad.